# Secret Garden (Angra)
Secret Garden är det brasilianska heavy metal-bandet Angras åttonde studioalbum utgivet januari 2015 av skivbolaget earMUSIC, dotterbolag till Edel Music AG, (i USA, Kanada, Ryssland och Europa), JVC/Victor Entertainment ( i Japan) och Universal Music (i Brasilien).

## Låtförteckning
1. "Newborn Me" (Rafael Bittencourt, Kiko Loureiro, Felipe Andreoli, Fabio Lione) – 6:13
2. "Black Hearted Soul" (Bittencourt, Loureiro, Lione) – 4:48
3. "Final Light" (Andreoli, Loureiro, Bittencourt, Bruno Valverde) – 4:24
4. "Storm of Emotions" (Lione, Bittencourt, Andreoli) – 4:56
5. "	Violet Sky" (Loureiro, Bittencourt) – 4:48
6. "Secret Garden" (Maria Ilmoniemi) – 4:03
7. "Upper Levels" (Bittencourt, Loureiro, Andreoli, Lione) – 6:28
8. "Crushing Room" (Ilmoniemi) – 5:07
9. "Perfect Symmetry" (Bittencourt) – 4:22
10. "Silent Call" (Bittencourt) – 3:48

Bonusspår div. utgåvar
1. "Synchronicity II" (The Police-cover) (Gordon Sumner) – 5:03

## Medverkande
Musiker (Angra-medlemmar)
- Fabio Lione – sång
- Kiko Loureiro – gitarr, bakgrundssång
- Rafael Bittencourt – gitarr, bakgrundssång
- Felipe Andreoli – basgitarr, keyboard
- Bruno Valverde – trummor

Bidragande musiker
- Maria Ilmoniemi – piano, orgel, orkesterarrangemang (spår 1, 6, 8)
- Eduardo "Cubano" Espasande – percussion
- Doro Pesch – sång (spår 8)
- Simone Simons – sång (spår 8)
- Tony Lindgren, Patrik Johansson – sång
- Alessio Lucatti – keyboard, sång
- Nei Medeiros, André Alvinzi, Kaspar Dahlqvist, Mattias Hjelm – keyboard
- Henri Wilkinson – orkesterarrangemang  (spår 6)
- Jon Phipps – orkesterarrangemang (spår 10)
- Fernanda Gianesella, Alírio Netto, Bruno Sutter, Ronaldo Dias, Cláudia França, Juliana Pasini – kör

Produktion
- Jens Bogren – producent, ljudtekniker, ljudmix
- Roy Z (Roy Ramirez) – pre-produktion
- Paulo Baron – exekutiv producent
- Tony Lindgren – ljudtekniker, mastering
- Ronny Milianowicz, Oscar Gonzales, Alessio Lucatti – ljudtekniker
- Rafael Bittencourt, Lucas Vieira – omslagsdesign
- Rodrigo Bastos Didier – omslagsdesign, omslagskonst
- Henrique Grandi, Ronder William – foto